# Rick Dior
Rick Dior é um sonoplasta estadunidense. Venceu o Oscar de melhor mixagem de som na edição de 1996 por Apollo 13, ao lado de Steve Pederson, Scott Millan e David MacMillan.